# Charles Friderici
Pour les articles homonymes, voir Friderici.
Charles Friderici, né le 10 août 1946 à Morges (originaire d'Allaman) et mort le 22 mars 2025, est une personnalité politique suisse du canton de Vaud, membre du Parti libéral suisse. Il est conseiller national de 1987 à 1999.

## Biographie
Charles Friderici naît le 10 août 1946 à Morges, dans le canton de Vaud, dans une famille de camionneurs. Il est originaire d'Allaman, dans le même district vaudois.
Chauffeur poids lourds de formation, il est administrateur de la société CET Distribution SA à Étoy, fondée avec son frère en 1980. Pendant les années 1990, son entreprise connaît de graves difficultés financières.
Il est vice-président de l'Association de l'industrie vaudoise des transports routiers. Il est également président de l'Association suisse des transports routiers (ASTAG) de 1991 à 2000,,.
Il meurt le 22 mars 2025,, à l'âge de 78 ans

## Parcours politique
Membre du Parti libéral suisse, Charles Friderici est membre du Conseil général de Lully de 1979 à 1981, puis de la Municipalité de 1982 à 1989,. Dans le cadre de ses fonctions de municipal, il préside l'Association intercommunale pour l'alimentation en eau potable des communes de Tolochenaz, Lully et Lussy-sur-Morges.
Dans les années 1980, il s'engage dans la campagne référendaire contre la taxe poids lourds forfaitaire, acceptée par le peuple en 1984, et contre l'initiative populaire l'initiative populaire « pour une juste imposition du trafic des poids lourds », rejetée en 1986.
Il est membre du Conseil national de 1987 à 1999. Situé sur l'aile droite de son parti, il est spécialiste des questions liées à la politique des transports, auxquelles il se consacre presque entièrement,. Il s'oppose en vain à l'instauration de la redevance poids lourds liée aux prestations. Lors des élections fédérales de 1999, il n'est pas réélu, perdant son siège au profit de Claude Ruey.